# Rycerstwo

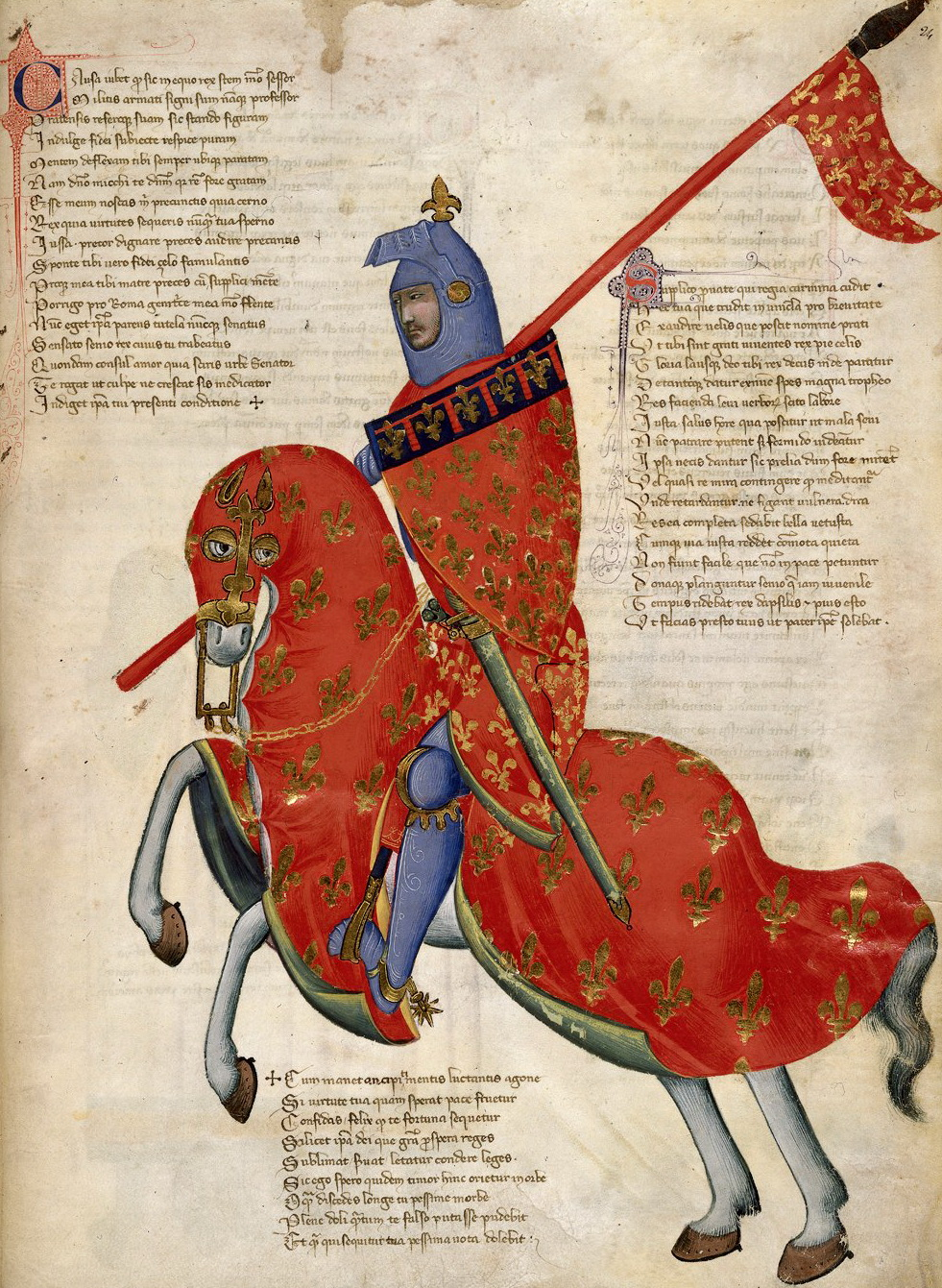
Rycerz na XIV w. miniaturze

Rycerstwo – stan społeczny złożony z konnych wojowników istniejący w feudalnej Europie w okresie pełnego i późnego średniowiecza. W zamian za nadania ziemskie rycerstwo przyjmowało na siebie obowiązek służby pod rozkazami seniora, wytworzyło również swoisty styl życia, ceremoniał i etykę.
W późnym średniowieczu rycerstwo przekształciło się w szlachtę, a sam tytuł rycerski w większości państw europejskich przeistoczył się w jeden z niższych tytułów szlacheckich, np. we Francji jako – chevalier, w Niemczech i Monarchii Austro-Węgierskiej – ritter, w Wielkiej Brytanii – knight. W Polsce z uwagi na zasadę równości szlacheckiej rycerstwem tytułowano ogół szlachty, stosując też określenia kawaler lub formę łacińską – equitus.

## Rys historyczny

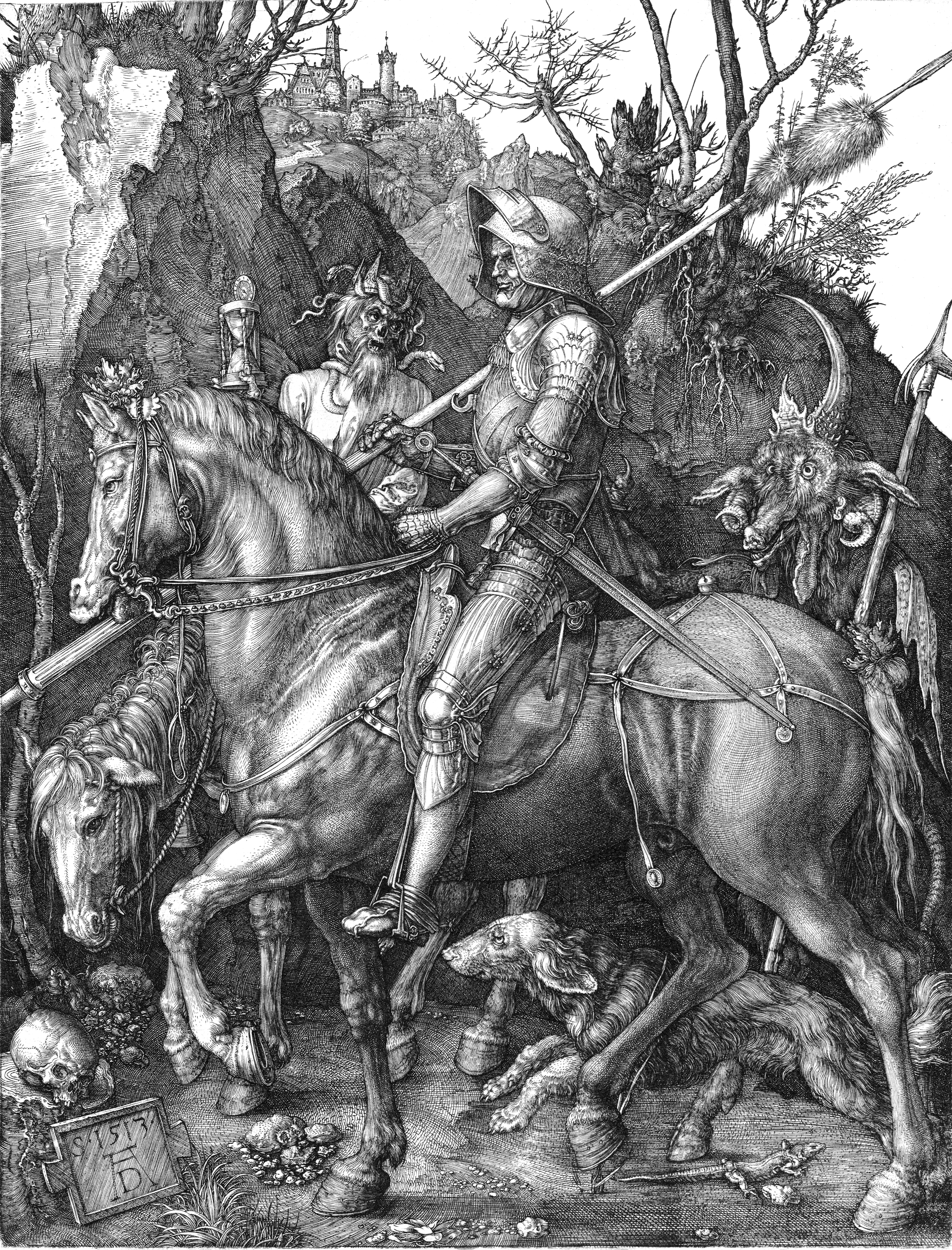
Rycerz na rycinie Albrechta Dürera

Początki rycerstwa sięgają czasów wczesnego średniowiecza. Był to stan o ściśle określonych prawach i obowiązkach. Pierwotnie rycerzem mógł być nazwany każdy konny wojownik, lecz od około XI wieku nazwę tę mógł nosić tylko wojownik pasowany na rycerza.
Rycerstwo jako wyodrębniona grupa społeczna pojawiło się w końcu X wieku w północnej i wschodniej Francji, w XI wieku – w Italii, Niemczech, chrześcijańskich państwach Półwyspu Iberyjskiego i w Anglii, później w krajach Europy Środkowej (w tym w Polsce od XII wieku).
Wpływ na powstanie tej grupy miały przemiany społeczno-polityczne na terenie dawnego imperium Karolingów. Wiązały się one z kryzysem władzy centralnej i kształtowaniem się stosunków zależności feudalnej. Równocześnie nastąpił wzrost znaczenia ciężkiej konnicy w prowadzeniu wojen, powodujące zapotrzebowanie na konnych wojowników. Początkowo o przynależności do stanu rycerskiego nie decydowało pochodzenie, lecz status materialny pozwalający na zakup kosztownego uzbrojenia i koni, jak również umiejętność walki konno. W skład rycerstwa wchodzili na początku wasale różnych szczebli, zobowiązani do służby wojskowej na rzecz pana feudalnego, a także obciążeni obowiązkiem świadczenia takiej służby niektórzy członkowie grup ludności poddanej. Rycerstwo w tym okresie było warstwą mającą charakter otwarty. Mogli do niej łatwo przeniknąć przedstawiciele bogatszych rodzin mieszczańskich i chłopskich.
Od X do XII wieku następowało formowanie się rycerstwa jako osobnej grupy społecznej. Między XII a XIII wiekiem rycerstwo przeobraziło się w stan zamknięty przed napływem ludzi z pozostałych grup społecznych cenzusem szlachetnego urodzenia. Rycerze, którzy dysponowali kosztowną bronią żelazną oraz umieli się nią posługiwać, stanowili największą siłę militarną spośród wszystkich grup społecznych i trzon europejskich armii. Czasy największego znaczenia rycerstwa przypadły na epokę krucjat (od końca XI do XIII wieku).
Kształtowaniu się tożsamości rycerstwa i jego odrębności jako warstwy społecznej sprzyjał rozwój swoistej obyczajowości, etyki i kultury rycerskiej. W tym okresie ustalił się specjalny rytuał pasowania na rycerza (mający charakter rytu inicjacyjnego i obrzędu religijnego). Atrybutami rycerza stały się miecz z pasem i ostrogi. Wzorcem była postać dzielnego wojownika, walczącego dla sławy, hojnego, bezwarunkowo wiernego podjętym zobowiązaniom.
Z czasem, pod wpływem Kościoła katolickiego, zakres obowiązków rycerza został poszerzony o zapewnianie obrony i opieki kobietom, duchownym, pielgrzymom, sierotom i najuboższym, poszanowanie dla świątyń chrześcijańskich, walkę w obronie wiary.
Charakterystycznym elementem kultury rycerstwa stało się również powstanie znaków i zawołań bitewnych – herbów i dewiz rodów, które od XIII w. stały się dziedziczne.
Oprócz wzorca rycerza-wojownika, kształtował się też wzorzec życia rycerza dworskiego, który obejmował: służbę wobec pana i wybranej damy. Ideały wzorca rycerskiego opiewały ówczesne dzieła literackie, takie jak: cykle powieści epickich (chansons de geste) i romanse rycerskie, które opisywały czyny rycerstwa w czasach historycznych (np. cykl karoliński z Pieśnią o Rolandzie) lub legendarnych (cykl arturiański, Pieśń o Nibelungach), albo wydarzenia z bliższej przeszłości (m.in. Pieśń o Cydzie). Odrębne miejsce zajmowała liryka prowansalskich trubadurów i północnofrancuskich truwerów (XII–XIII w.) oraz niemieckich minnesingerów.
Formą typową dla kultury rycerstwa były turnieje, które pojawiły się około XII wieku i stały się jedną z najwyżej cenionych rozrywek rycerstwa, aż do XVI wieku.
Specyficzną formą organizacji rycerstwa, były zakony rycerskie, powstałe w epoce krucjat, stanowiące próbę połączenia ideału rycerza i mnicha.
Zmierzch rycerstwa, jako grupy społecznej, przypadł na schyłek średniowiecza (przełom XIV i XV wiek). Był wynikiem wielu czynników. Jedną z przyczyn była zmiana sposobu prowadzenia wojen. Rosła rola wojsk zaciężnych, a zwłaszcza piechoty i artylerii. Rycerze ponosili klęski w starciach ze zdyscyplinowaną piechotą uzbrojoną w łuki, a później w broń palną podczas wojny stuletniej i wojen husyckich.
Rozwój techniki militarnej, zwiększający koszt uzbrojenia, rujnował finanse części rycerstwa, a część skłoniło do poświęcania większej uwagi dochodom z posiadłości ziemskich, dając początek procesowi przekształcania się tej warstwy w osiadłą szlachtę.
Próby odnowy ducha rycerstwa w XIV i XV wieku wyraziły się gloryfikacją jego ideałów w kulturze dworskiej, nawiązywaniem do jego tradycji w ceremoniale dworskim, wskrzeszaniem dawnych wątków literackich.

## Status społeczno-prawny

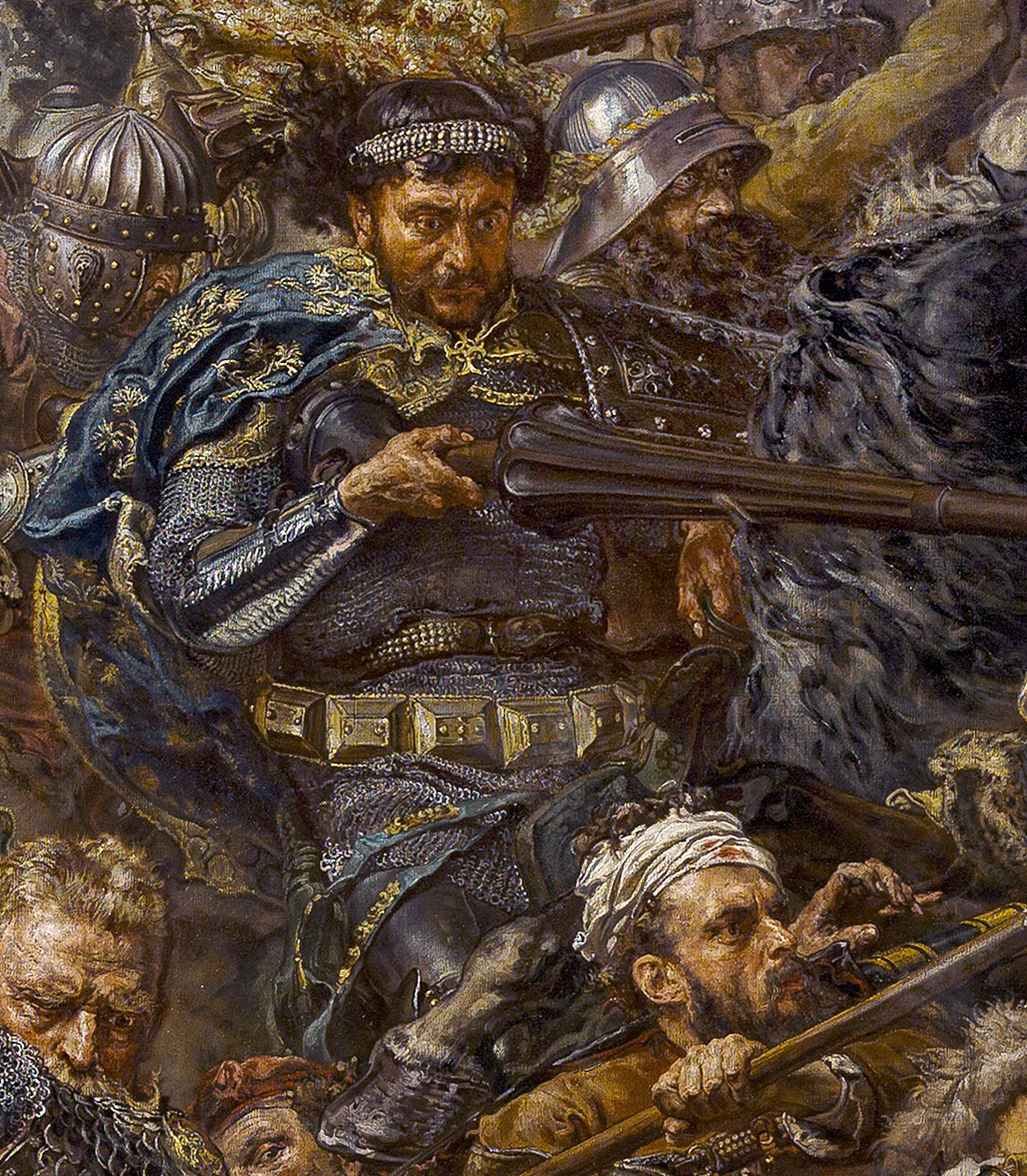
Zawisza Czarny – najsłynniejszy polski rycerz (fragment obrazu Bitwa pod Grunwaldem Jana Matejki)

Rycerze mieli specjalny status społeczny i byli przedstawicielami uprzywilejowanej warstwy feudalnej. Ich postępowanie opierało się na specjalnym etosie z uwzględnieniem kodeksu rycerskiego. Rycerze nie byli warstwą jednolitą, o ich statusie decydował majątek oraz pochodzenie.
W Polsce od pocz. XI w. funkcjonowały dwie grupy możnowładców – nobiles, magnates, proceres oraz zwykli rycerze – milites. Poza Śląskiem i Pomorzem nie wykształciła się hierarchia lenna – ziemia nadawana drużynnikom na prawie rycerskim przez władcę była dobrem dziedzicznym (aloidalnym), a obowiązek stawienia się do obrony na każde wezwanie władcy spoczywał na każdym właścicielu ziemi na prawie rycerskim, a nie na konkretnym rycerzu.
Rola rycerstwa-szlachty rosła wskutek nadawanie przez władców (głównie w XIII w.) immunitetów, zarówno sądowych (dawały one feudałom prawa sądownicze nad podległą ludnością), jak i ekonomicznych (zwalniały dobra rycerskie z danin na rzecz panującego księcia). Wkrótce (po przywileju w Cieni z 1228 i przywileju w Lutomyślu z 1291) korzystanie z immunitetów stało się równoznaczne z posiadaniem ziemi na prawie rycerskim. Równolegle wykształciło się prawo rycerskie – ius militarae. Jego elementem był m.in. przywilej nieodpowiedniości (prawo nieodpowiednie) – ius non responsivum, które polegało na odpowiadaniu w sprawach karnych tylko bezpośrednio – in curia przed księciem. Po przywileju budzińskim z 1355 doszło do tego prawo rycerza do otrzymania wynagradzania strat przez władcę po wyprawie zagranicznej, po przywileju koszyckim z 1374 prawo do bycia wykupionym z niewoli po takiej wyprawie. W wyniku tego drugiego ukształtowała się również wolność podatkowa stanu rycerskiego. Odtąd na zwołanie podatku poza ustaloną normą 2 groszy z łana chłopskiego szlachta musiała sama wyrazić zgodę.

## Pasowanie
By mogło nastąpić pasowanie kandydat na rycerza musiał od 15. roku życia służyć jako giermek u boku pasowanego rycerza i zaprawiać się do wojennego rzemiosła. Po złożeniu dowodów męstwa oraz uzyskania odpowiedniego wykształcenia (władania bronią, jazdy konnej, obyczajów, śpiewu i poezji), pasowano giermka na rycerza. Do aktu pasowania na rycerza wojownik przygotowywał się przez spowiedź, a cała ceremonia odbywała się w trakcie mszy świętej, po której wojownik składał przysięgę wierności Kościołowi, przestrzegania czci niewieściej, bronienia wdów i sierot. Następnie z rąk panującego otrzymywał pas rycerski i złote ostrogi. Z aktem pasowania na rycerza wiązało się nadanie ziemskie, dzięki czemu obdarowany dobrami rycerskimi (beneficjum), popadał w zależność lenną od nadawcy, stając się jego wasalem. Panujący pasował młodych rycerzy zwykle po ukończeniu przez nich 21. roku życia, chociaż w razie wyjątkowych zasług, stać to się mogło wcześniej.

## Taktyka walki

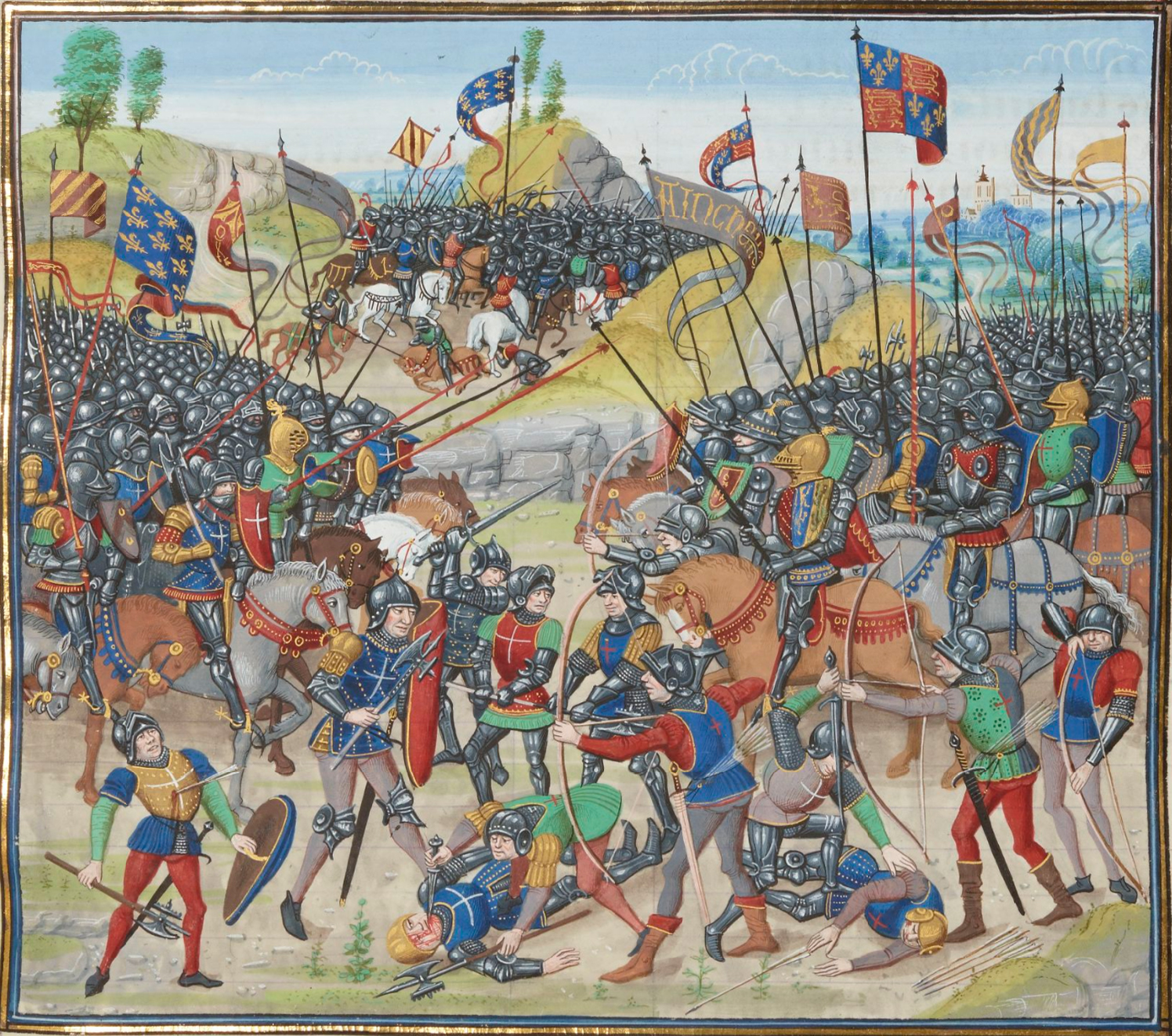
Ciężkozbrojne rycerstwo w trakcie bitwy o Auray

Rycerstwo średniowieczne walczyło konno, najczęściej jako ciężka kawaleria. W razie potrzeby rycerze mogli też walczyć jako kawaleria lekka, a nawet piechota. Broń zaczepną stanowił miecz, włócznia (kopia), topór oraz sztylet zwany mizerykordią. Broń ochronną stanowiła tarcza, hełm i zbroja.
Mobilizację rycerzy przeprowadzano przez rozesłanie wici, informujących o terminie i miejscu zbiórki. Na wezwania swojego pana rycerz przybywał wraz z pocztem liczącym kilku jeźdźców (giermków i pachołków) – była to najniższa jednostka organizacyjna w wojsku. Jednostką wyższą obejmującą rycerstwo określonego terytorium, stanowiła chorągiew. Połączone chorągwie stanowiły większy oddział – hufiec.
W czasie bitwy rycerze ustawiali się najczęściej pojedynczo w rozciągniętym szeregu, a za nimi stali ich giermkowie i pachołkowie. Jeżeli obie strony decydowały się stoczyć bitwę w tym samym szyku, to starcie przeradzało się w serię pojedynków stojącego naprzeciw siebie rycerstwa, w którym uczestniczyli także wodzowie. Zdarzało się też, że stosowano szyk kolumnowy, który pozwalał na manewrowanie wojskiem w czasie bitwy. Dzielono wtedy armię na kilka hufców, które ustawiano w jednej lub kilku liniach, nierzadko wydzielano też hufiec odwodowy, w którym znajdował się często dowódca.

## Etymologia nazwy
Polskie słowo „rycerz” pochodzi od niem. Ritter, które oznacza jeźdźca, pochodzącego z kolei od łacińskiego ride-jazda, co potwierdza utożsamienie rycerza z jeźdźcem na koniu bojowym. W językach romańskich również zachował się ślad jeździeckich skojarzeń z rycerzem. Francuskie chevalier, hiszp. caballero, port. cavaleiro pochodzą od późnego łac. caballus, co znaczy „jeździec”. Jednocześnie istniało staropolskie określenie na rycerza – raciądz, od psł. *ratęgъ (od *ratъ = walka, jak w imieniu Racibor), które przeszło w nazwę osobową, stąd nazwy miejscowe: Raciąż, Raciążek.

## Patron
Patronem rycerzy był święty Jerzy, dziś opiekun harcerzy.

## Współczesny obraz rycerza

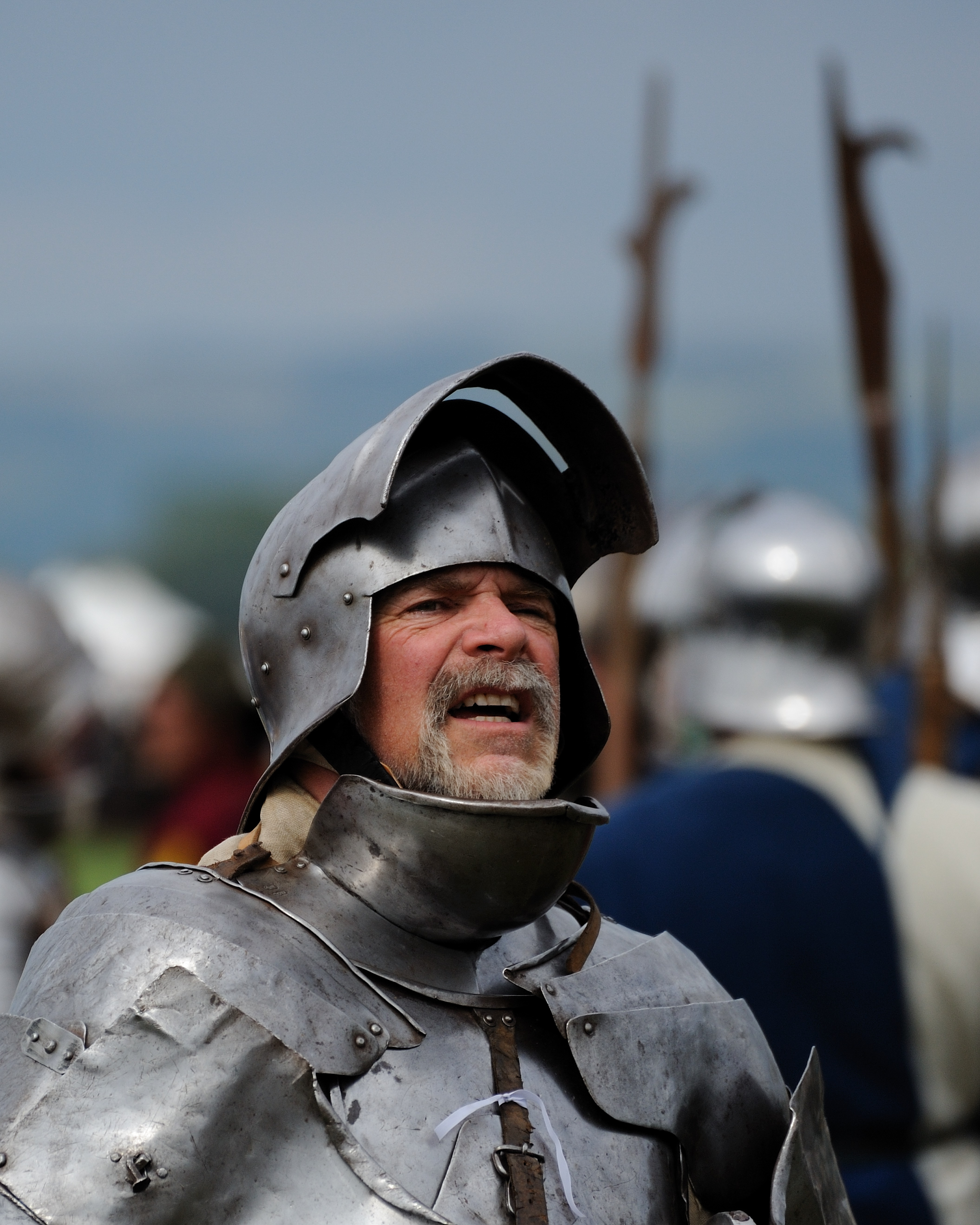
Rekonstruktor historyczny wcielający się w postać rycerza

W świadomości współczesnej obraz rycerza jawi się jako wizerunek szlachetnego opancerzonego wojownika walczącego konno za pomocą różnorakiej broni białej w obronie słabych i uciśnionych. Został on ukształtowany przez średniowieczną sztukę, m.in. francuskie pieśni rycerskie zwane chansons de geste oraz legendy (Król Artur i Rycerze Okrągłego Stołu), a także przez wyidealizowaną rolę rycerstwa podczas wypraw krzyżowych, kiedy przedstawiani byli jako nieskazitelni wojownicy w błyszczących zbrojach szerzący Słowo Boże.
Współcześnie rekonstrukcją obyczajów i strojów rycerskich zajmują się m.in. bractwa rycerskie.
Istnieje również International Medieval Combat Federation zajmująca się organizacją m.in. mistrzostw świata w walkach rycerskich (np. w 2015 w Malborku). W Polsce działają Polskie Stowarzyszenie Walk Rycerskich i Polska Liga Walk Rycerskich. HMBIA (Historical Medieval Battles International Association) organizuje mistrzostwa Battle of the Nations.
Techniki walki bronią białą, także rycerskie, starają się odtworzyć grupy praktykujące Dawne Europejskie Sztuki Walki (ang. HEMA). W Polsce działa m.in. Stowarzyszenie na rzecz Dawnych Europejskich Sztuk Walki ARMA-PL i Polska Federacja Dawnych Europejskich Sztuk Walki „FEDER”.